# Семёнов, Борис Самуилович
Борис Самуилович Семёнов (23 ноября 1923 — 27 декабря 1943) — командир роты 836-го стрелкового полка 240-й стрелковой дивизии 38-й армии Воронежского фронта, старший лейтенант. Герой Советского Союза.

## Биография
Родился 23 ноября 1923 года в городе Камышлов ныне Свердловской области. Работал художником-оформителем в кинотеатре.
В 1942 году призван в ряды Красной Армии. Окончил Свердловское пехотное училище. В боях Великой Отечественной войны с 1942 года. Воевал на Воронежском и 1-м Украинском фронтах.
С выходом дивизии к Днепру командир стрелковой роты старший лейтенант Борис Семёнов 27 сентября 1943 года получил боевую задачу: форсировать реку в первом эшелоне полка. Во время переправы через реку Б.С. Семёнов был в центре боевого порядка. Лютежский плацдарм жил напряжённой боевой жизнью. Передовые части полка расширяли его, а через Днепр шли пехотные, танковые, артиллерийские части и заполняли плацдарм. Отсюда, с лютежского плацдарма, советские войска нанесли сокрушительный удар по врагу, и в ночь на 6 ноября 1943 года Киев был освобождён.
Указом Президиума Верховного Совета СССР от 29 октября 1943 года за мужество и отвагу, проявленные в бою при форсировании Днепра старшему лейтенанту Семёнову Борису Самуиловичу присвоено звание Героя Советского Союза с вручением ордена Ленина и медали «Золотая Звезда».
27 декабря 1943 года отважный офицер погиб в бою у села Саверцы Житомирской области, где и похоронен.

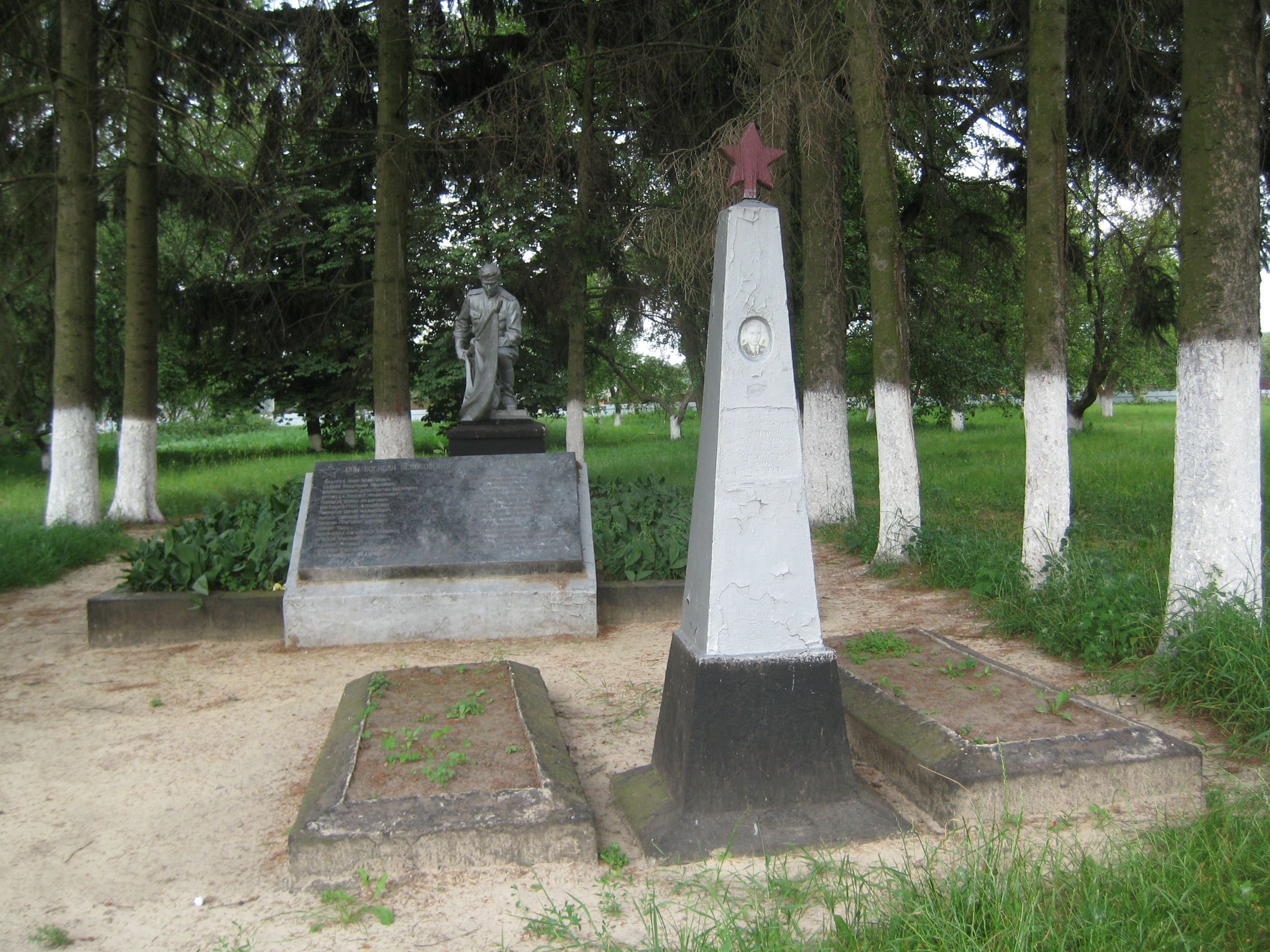
Могила

Награждён орденами Ленина и Красной Звезды.

## Память
Именем Героя названа улица и школа № 1 в его родном городе Камышлове Свердловской области, а на доме, в котором он жил, установлена мемориальная доска.

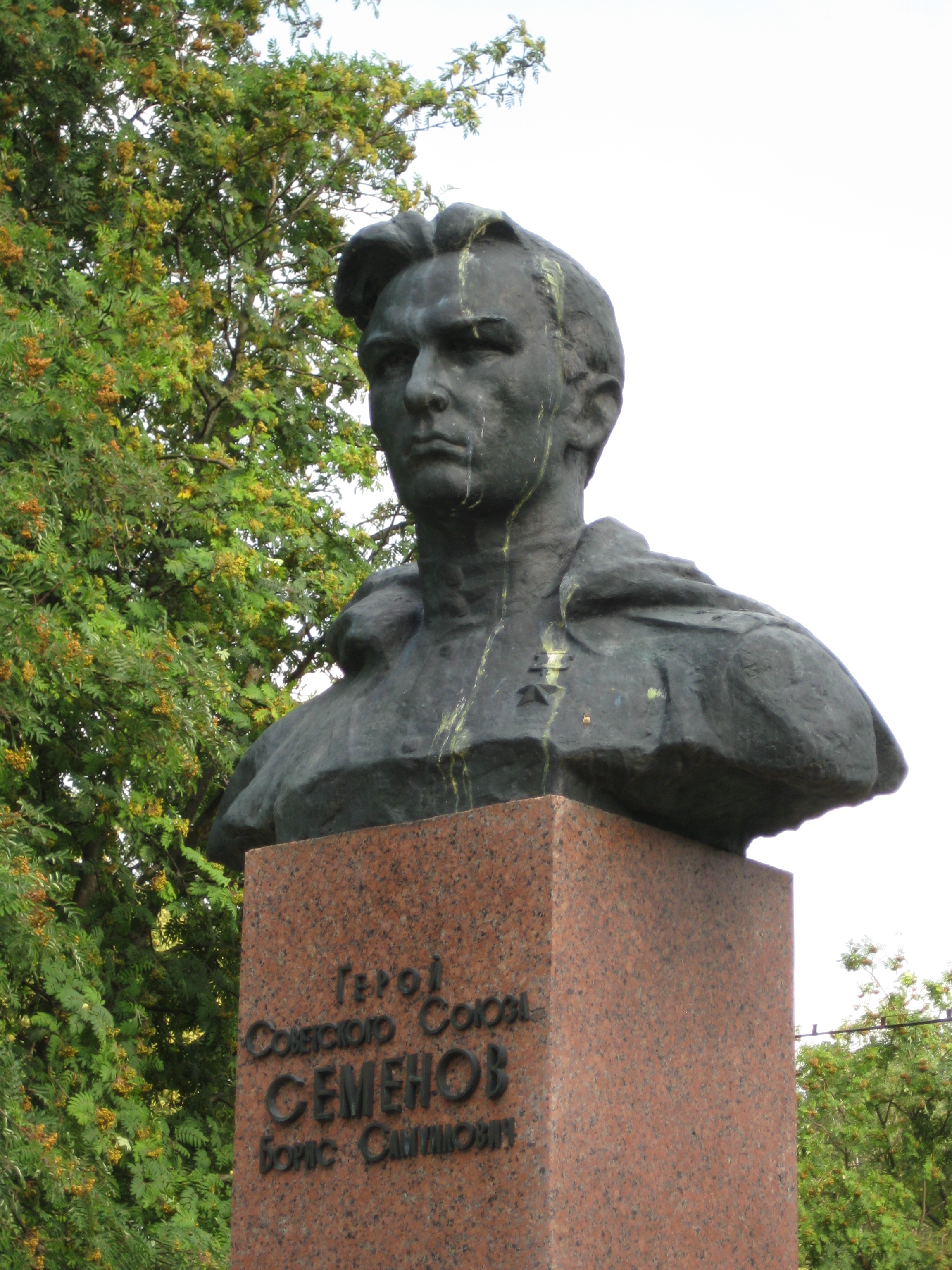
Памятник в Саверцах